# Маунт Коб (Пенсилванија)
Маунт Коб (енгл. Mount Cobb) насељено је место без административног статуса у америчкој савезној држави Пенсилванија.

## Демографија
По попису из 2010. године број становника је 1.799, што је 341 (-15,9%) становника мање него 2000. године.
| Група             | 2000.         | 2010.         |
| Белци             | 2.108 (98,5%) | 1.760 (97,8%) |
| Афроамериканци    | 2 (0,1%)      | 6 (0,3%)      |
| Азијати           | 3 (0,1%)      | 7 (0,4%)      |
| Хиспаноамериканци | 7 (0,3%)      | 14 (0,8%)     |
| Укупно            | 2.140         | 1.799         |